# Луга
Луга (рус. Луга) град је на северозападу европског дела Руске Федерације. Налази се у југозападном делу Лењинградске области, и административно припада Лушком рејону чији је уједно и административни центар.
Према проценама националне статистичке службе за 2015. у граду је живело 36.496 становника. Административни статус града има од 1777. године.
Од маја 2008. град Луга носи почасно звање Град војничке славе Руске Федерације.

## Етимологија
Насеље је добило име по истоименој реци на чијим обалама се налази, а доказ тога је повеља о оснивању града императорке Катарине Велике од 14. августа 1777. године: „На реци Луги нека се оснује нови град, недалеко од места где река Вревка се у Лугу улива, и нека се тај град зове Луга”.
Сам топоним Луга води порекло од балтичког племена Вођани, а судећи према аналогији са финским језиком, термин луга означава место где се мресте лососи (у сливу Луге и њене притоке Јашчере и данас се налазе мрестилишта атлантског лососа).
У писаним изворима река Луга се под тим именом први пут помиње у Лаврентјевском летопису из 947. године у вези са походом кнегиње Олге Кијевске у Новгород.

## Географија
Град Луга лежи на обалама истоимене реке, Луге, притоке Финског залива Балтичког мора, и налази се у јужном делу Лушког рејона, чији је уједно и административни центар, на југозападу Лењинградске области. Од историјског центра града Санкт Петербурга удаљен је око 147 km у смеру југа, док је на око 95 km источније град Велики Новгород. Недалеко од града налази се заштићено рамсарско подручје споменик природе Мшинска мочвара, систем високих мочвара у међуречју Оредежа и Јашчере. Неколико километара јужније налази се неколико ледничких језера, од којих су територијално највећа Черемењечко и Врево.
Кроз град пролази деоница железничке пруге која Санкт Петербург преко Пскова повезује са Варшавом.

### Клима
Град се налази у зони умереноконтиненталне климе подложне јаким маритимним утицајима који долазе са Атлантика претко балтичке депресије. Због знатног броја сунчаних дана без облака током године (у просеку између 20 и 40), Лугу често називају и „Кримом севера”. Просечна температура најхладнијег месеца у години, јануара, је око -8,9 °C, док је најтоплији месец јул са просеком од +17,3 °C. Количина падавина је, упркос знатним утицајима са океана, релативно мала и износи просечно око 594 мм на годишњем нивоу. Највише падавина се излучи током августа, просечно 82 мм, а најмање током фебруара и марта са просеком од 30 мм.
| Клима Луге                 | Клима Луге | Клима Луге    | Клима Луге    | Клима Луге   | Клима Луге    | Клима Луге    | Клима Луге  | Клима Луге  | Клима Луге  | Клима Луге   | Клима Луге  | Клима Луге    | Клима Луге   |
| Показатељ \ Месец          | .Јан.      | .Феб.         | .Мар.         | .Апр.        | .Мај.         | .Јун.         | .Јул.       | .Авг.       | .Сеп.       | .Окт.        | .Нов.       | .Дец.         | .Год.        |
| -------------------------- | ---------- | ------------- | ------------- | ------------ | ------------- | ------------- | ----------- | ----------- | ----------- | ------------ | ----------- | ------------- | ------------ |
| Просек, °C (°F)            | −8,9 (16)  | −8,35 (16,97) | −3,45 (25,79) | 4,15 (39,47) | 11,85 (53,33) | 15,55 (59,99) | 17,3 (63,1) | 15,6 (60,1) | 10,6 (51,1) | 5,15 (41,27) | −1,0 (30,2) | −6,25 (20,75) | 4,35 (39,83) |
| Количина падавина, mm (in) | 33 (13)    | 30 (11,8)     | 30 (11,8)     | 32 (12,6)    | 47 (18,5)     | 68 (26,8)     | 75 (29,5)   | 81 (31,9)   | 65 (25,6)   | 51 (20,1)    | 44 (17,3)   | 38 (15)       | 594 (233,9)  |
| [ тражи се извор ]         |            |               |               |              |               |               |             |             |             |              |             |               |              |

## Историја
Први писани подаци о сеоском насељу под именом Лушко (рус. Луское) јављају се у подручним катастарским списима из XVI века. Као званичан датум оснивања града узима се 14. август 1777. године, дан када је императорка Катарина Велика донела декрет о оснивању новог града на месту где се река Вревка улива у Лугу, јужно од старих села Коробино и Наплатје. Нови град је саграђен на земљишту које је некада припадало локалном трговцу И. Н. Јелагину, а које му је одузето због дугова. Већ наредне године донесен је и први урбанистички план града, чији творац је био архитекта Иван Лејм (члан урбанистичког већа за изградњу Москве и Санкт Петербурга од 1774. до 1796. године). План града је сачињен у типичном облику руског класицизма са централним градским тргом на обали реке од којег се на све стране ширила мрежа путева и стамбених делова. Прве грађевине у граду биле су дрвене бараке у којима су обитавали градски намесник и стражарске јединице, и саграђене су већ 1779. године, док су наредне године саграђене и прве стамбене и привредне грађевине. Свега пет година по оснивању, Луга је имала властиту судницу, пошту (једина двоетажна грађевина у то време), пивару, затвор, бројне трговине и 50 кућа за становање.
Од оснивања, па до 1872. године, град је администратвно припадао Псковској губернији, да би потом прешао у састав Санктпетербуршке губерније. Први званични градски грб усвојен је 8. јуна 1781. године, а централни симбол који је представљао сам град на грбу био је базен испуњен водом са лососом у средини. У то време у граду је живело око 650 становника.
Прве грађевине од чврстих материјала појавиле су се 1786. године: Јекатерињинска саборна црква и јавна школа (обе грађевине су сачуване, и данас се налазе на листи културног наслеђа РФ). Занимљиво је да је 1817. у граду боравио чувени књижевник Александар Пушкин, који је том приликом написао стихове: „У Русији постоји град Луга, као део Петербуршког округа” (рус. «Есть в России город Луга, Петербургского округа»).
Кроз град је 1839. године прошао део оптичког кабла магнетног телеграфа, у то време најдужа телеграфска линија на свету, чији је кабл, дужине 1.200 km, повезивао Санкт Петербург са Варшавом. Две деценије касније кроз град пролази и деоница железничке пруге на истој релацији, што је довело до новог замаха у његовом привредном развоју. Луга и њена околина постају популарна одмаралишта за становнике Петрограда.
Године 1906. у граду је основана фабрика за производњу купела, термолошки високоотпорних посуда које су се користиле код топљења метала и у стакларској индустрији. У то време била је то највећа фабрика тог типа у целој Русији, а свој статус привредног гиганта задржала је и до данас.
Према подацима из 1912. године, у Луги је живело 16.100 становника, постојало је 5 православних и по једна католичка и лутеранска црква, 2 женске гимназије, 3 библиотеке, два позоришта на отвореном, болница.
Град је био поприште жестоких борби између белогардејаца и револуционара током Руског грађанског рата. Потом је уследио нагли опоравак и обнова града, а непосредно пред избијање Другог светског рата, у граду је живело више од 30.000 људи, радиле су бројне фабрике и деловале многе културне институције. У лето 1941. започела је 45-одневна опсада града од стране трупа Вермахта које су напредовале ка Лењинграду на северу. Немачке трупе су коначно ушле у град 24. августа 1941. године, и држале га под окупацијом наредна 902 дана, све до ноћи с 11. на 12. фебруар 1944. године, када су Црвеноармејци успели да ослободе град. Град је током рата разрушен до темеља, а велики број његових житеља је побијен.
За херојски отпор и борбу против фашистичког окупатора, више од пет хиљада Лужана је одликовано медаљама и ордењем за заслуге Совјетског Савеза, а 15 од њих је добило највиша признања – Херој Совјетског Савеза. На брду недалеко од града, 1975. године подигнут је меморијални споменик „Партизанска слава”, у знак сећања на све страдале партизане Лењинградске, Псковске и Новгородске области. Сам град је 1977. одликован Орденом отаџбинског рата првог степена, а исте године је у знак сећања на 200 година од оснивања града подигнут спомен обелиск. Због херојског отпора током рата граду је 2008. године додељено почасно звање Град војничке славе Руске Федерације.
- Фабрика за производњу купела
- Лушка железничка станица
- Саборна црква Васкрсења Христовог на почетку прошлог века

## Демографија
Према подацима са пописа становништва 2010. у граду је живело 38.593 становника, док је према проценама националне статистичке службе за 2015. град имао 36.496 становника. Према том параметру Луга се 2015. налазила на 438. месту међу 1.114 званичних градова Руске Федерације.
| 1897. | 1939.  | 1959.  | 1970.  | 1979.  | 1989.  | 2002.  | 2010.  | 2015.  |
| ----- | ------ | ------ | ------ | ------ | ------ | ------ | ------ | ------ |
| 5.617 | 26.010 | 25.540 | 31.905 | 37.680 | 41.769 | 40.434 | 38.593 | 36.496 |

## Партнерски градови
Град Луга има потписане уговоре о партнерству и сарадњи са следећим градовима:
- Микели (Финска)[9][10]